# Pteris praestantissima
Pteris praestantissima là một loài dương xỉ trong họ Pteridaceae. Loài này được Bory ex Fée Christenh. mô tả khoa học đầu tiên năm 2011.